# Orgyia lindrothi
Orgyia lindrothi är en fjärilsart som beskrevs av Felix Bryk 1943. Orgyia lindrothi ingår i släktet fjädertofsspinnare, och familjen tofsspinnare. Inga underarter finns listade i Catalogue of Life.